# Fuirena claviseta
Fuirena claviseta là loài thực vật có hoa trong họ Cói. Loài này được Peter mô tả khoa học đầu tiên năm 1928.